# Macroglossum variegatum
Macroglossum variegatum là một loài bướm đêm thuộc họ Sphingidae. Nó được tìm thấy ở đông bắc Ấn Độ, miền nam Trung Quốc, Thái Lan, Việt Nam, Malaysia (Peninsular, Sarawak) và Indonesia (Sumatra, Java, Kalimantan).
Sải cánh dài 50–54 mm. Adults are attracted to the flowers của Duranta erecta.
Ấu trùng ăn các loài Hedyotis.